# Ján Syč
Ján Syč (* 5. května 1964) byl slovenský a československý politik, po sametové revoluci poslanec Sněmovny národů Federálního shromáždění za Slovenskou národní stranu (SNS).

## Biografie
Počátkem roku 1990 patřil mezi zakladatele SNS a byl členem přípravného výboru strany.
Ve volbách roku 1990 byl za SNS zvolen do slovenské části Sněmovny národů (volební obvod Středoslovenský kraj). Ve Federálním shromáždění setrval do voleb roku 1992.
Později se se svou stranou rozešel. V roce 2003 se uvádí mezi členy přípravného výboru odštěpenecké formace Zjednotená Slovenská národná strana. Je tehdy evidován bytem Pohorelá.